# Limenitidini

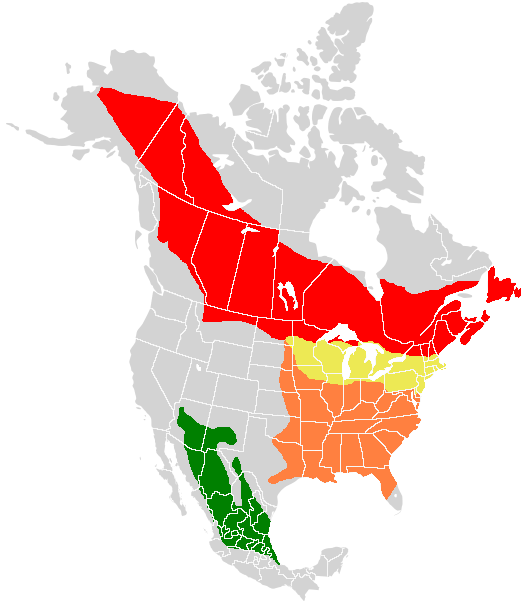
Mapa de distribución de Limenitis arthemis:
Rojo: L. a. arthemis. Naranja: L. arthemis astyanax. Amarillo: Región de hibridación entre L. a. arthemis y L. a. astyanax. Verde: L. a. arizonensis.

Limenitidini es una tribu de Lepidoptera de la familia Nymphalidae, subfamilia Limenitidinae. Tiene 24 géneros. Es de distribución mundial.

## Géneros
- Limenitis (Fabricius, 1807)
- Lelecella (Hemming, 1939)
- Sumalia (Moore, 1898)
- Moduza (Moore, 1881)
- Patsuia (Moore, 1898)
- Lamasia (Moore, 1898)
- Parasarpa (Moore, 1898)
- Tarattia (Moore, 1898)
- Auzakia (Moore, 1898)
- Litinga (Moore, 1898)
- Pandita (Moore, 1857)
- Athyma (Westwood, 1850)
- Adelpha (Hübner, 1819)
- Lebadea (animal) (Felder, 1861)
- Cymothoe (Hübner, 1819)
- Harma (Doubleday, 1848)
- Kumothales (Overlaet, 1940)
- Pseudacraea (Westwood, 1850)
- Pseudoneptis (Snellen, 1882)